# Grobogan (Jiwan)
Grobogan is een bestuurslaag in het regentschap Madiun van de provincie Oost-Java, Indonesië. Grobogan telt 3997 inwoners (volkstelling 2010).